# Girolamo Besozzi
Girolamo Besozzi (Jerome Besozzi, * 1745 oder 1750 in Neapel; † 1788 in Paris) war ein italienischer Oboist, Fagottist und Komponist.
Der Sohn des Komponisten Gaetano Besozzi hatte ab 1765 eine Anstellung in der Hofkapelle des Königs von Neapel. Um 1770 reiste er nach Paris, wo er beim Concert spirituel eigene Werke aufführte. Er wurde als Komponist von Kammermusik bekannt. Seine Sonate für Fagott und Klavier in B-Dur ist bis zur Gegenwart fester Bestandteil der Literatur für dieses Instrument. Sein Sohn Henri Besozzi war Flötist an der Pariser Oper, sein Enkel war der Komponist Louis Désiré Besozzi.